# Wahbah al-Zuhayli
Wahbah Mustafa al-Zuhayli (né à Deir Atiyah, en Syrie, en 1932 et mort le 8 août 2015 à Damas) était un professeur syrien et un  erudit sunnite dans les sciences religieuses islamiques spécialisé dans le droit islamique et la philosophie du droit. Il a également été un prédicateur à la mosquée Badr à Deir Atiyah.
Il est l'auteur de dizaines de livres sur l'islam et la loi laïque, dont beaucoup ont été traduits en anglais. Il a été président du collège de la Charia à l'Université de Damas, et l'un des signataires du Message d'Amman et d'Une parole commune.